# 노르데스트

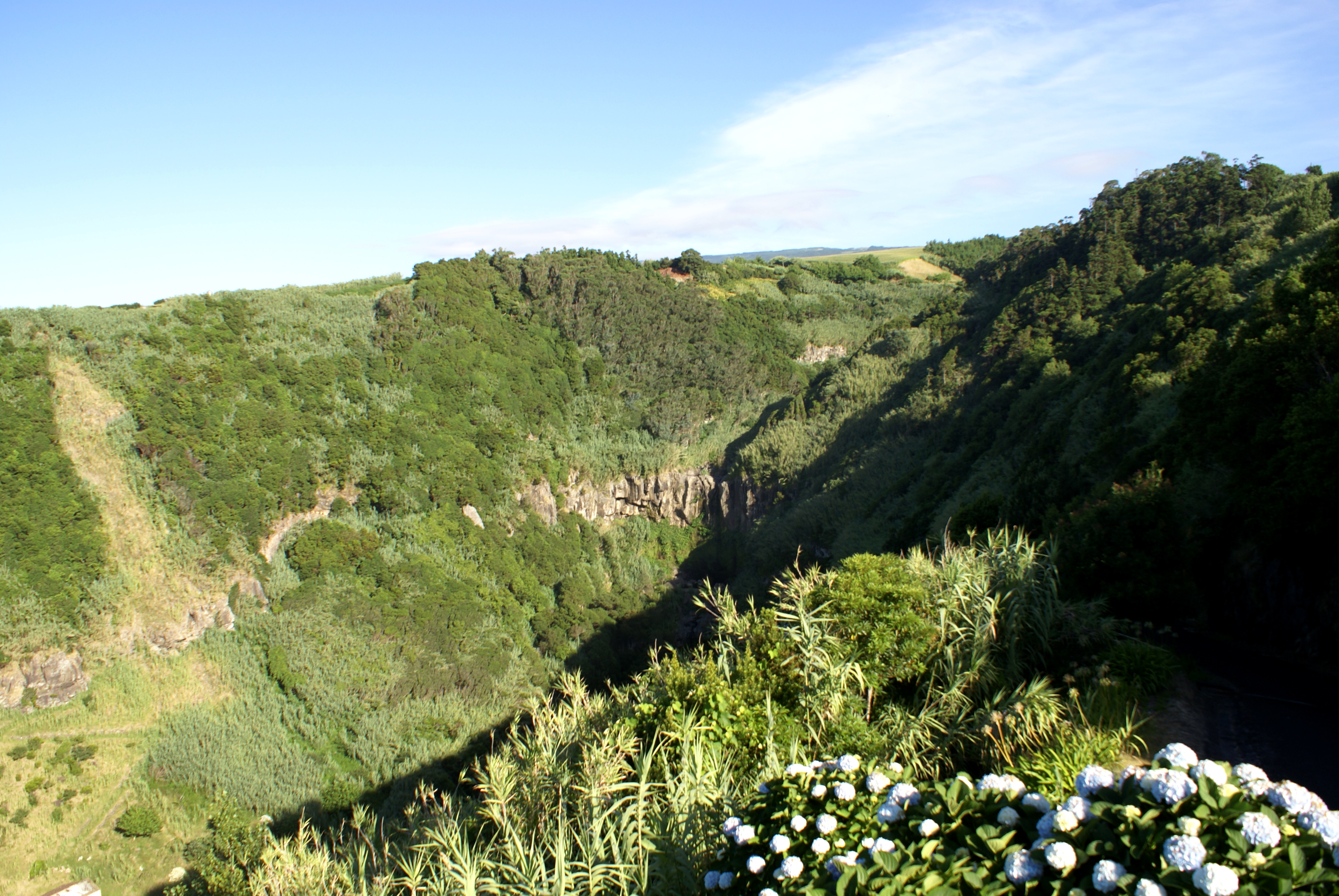
노르데스트

노르데스트(포르투갈어: Nordeste)는 포르투갈 아소르스 제도의 섬 중 하나인 상미겔섬의 주요 도시이다. 면적은 101.47km2, 인구는 2011년 기준으로 4,937명이다.